# 야기정 (교토부)
야기정(일본어: 八木町)은 2005년 12월 31일까지 일본 교토부 중앙부에 위치했던 정이다.
교토시와 인접한 마을 중앙에 큰 보천이 흐르고 평야를 중심으로 농업 등이 활발히 이루어지고 있다. 청류의 은어낚시와 송이 따기, 대보천 벚꽃길 등 사계절 레저를 가까이서 즐길 수 있으며, 역사를 더듬는 문화재도 많이 남아 있어 많은 관광객이 찾고 있다. 마을에서는, 「사람이 빛나는 자연과 환경의 마을」을 목표로 해 마을 만들기를 진행시키고 있다.
2006년 1월 1일에 후나이군 소노베정·야기정·히요시정이 합병해 난탄시가 되어, 지방공공단체로서의 야기정은 역사의 막을 내렸다. 현재는 난탄시의 행정구의 지명으로 남아 있다.

## 역사
1660~70년경 야기성 주변에서 지금의 위치로 옮겨오면서 현재의 야기성(八木城) 거리가 형성되기 시작했다.
- 1889년 4월 1일 - 정촌제 시행에 의해 이전의 정역에 해당하는 야기촌이 성립하였다.
- 1915년 1월 1일 - 정으로 승격해 야기정이 되었다.
- 1955년 4월 1일 - 요시토미촌, 도미모토촌, 신조촌을 편입하였다.
- 1955년 4월 1일 - 기타쿠와다군 가미요시촌을 편입하였다.
- 2006년 1월 1일 - 후나이군 소노베정·야기정·히요시정과 합병해 난탄시가 성립하였다. 동일 야기정은 폐지되었다.

## 교통

### 철도
- 서일본 여객철도
  - 산인 본선(사가노 선)

### 도로
- 교토-주칸 자동차도(일본어판)(국도 제478호선 (일본)(일본어판))
- 국도 9호선
- 국도 제477호선 (일본)(일본어판)